# Pyridazine
Pyridazine is een heterocyclische aromatische verbinding met als brutoformule C4H4N2. De zuivere stof komt voor als een kleurloze vloeistof. De structuur bestaat uit een zesring met vier koolstof- en twee naast elkaar gelegen stikstofatomen. Het is een eerder zeldzaam voorkomende verbinding, maar vanuit farmacologisch standpunt wel interessant.
De term pyridazine wordt ook gebruikt als verzamelnaam voor chemische verbindingen die deze zesring als een onderdeel van hun structuur hebben. Voorbeeld daarvan zijn onder meer de herbiciden credazine, pyridafol en pyridaat en farmaceutische stoffen zoals cefozopran, cadralazine, minaprine of hydralazine.

## Synthese
Tijdens zijn onderzoek naar de Fischer-indoolsynthese synthetiseerde Emil Fischer een eerste pyridazine (fenylpyridazine) door een condensatiereactie tussen fenylhydrazine en levulinezuur. Pyridazine zelf kan gesynthetiseerd worden door oxidatie van benzo[c]cinnoline tot pyridazinetetracarbonzuur, gevolgd door een decarboxylering.
Een standaardroute voor derivaten van pyridazine betreft een condensatie tussen 1,4-diketonen of 4-ketocarbonzuren met hydrazines.

## Isomerie
Van pyridazine bestaan nog twee andere isomeren:
- pyrimidine of 1,3-diazine
- pyrazine of 1,4-diazine